# オタカノ -こんなに可愛い彼女がオタクなわけがない-
『オタカノ -こんなに可愛い彼女がオタクなわけがない-』（オタカノ こんなにかわいいかのじょがオタクなわけがない）は2011年1月28日にDisAbelより発売された18禁のパソコンゲーム（アダルトゲーム）ソフトである。

## システム
この作品には、コスプレ用衣装や大人のおもちゃといったアイテムを購入できるショップがある。
アイテムを購入するためには、ブラックジャックや殴られ屋といったミニゲームで遊ぶ必要がある。
衣装を購入し、ヒロインに着させることにより、イメージプレイを楽しむことができる。また、デザイナーに特注することにより購入できる衣装もある。

## あらすじ
友人はいるが彼女のいない主人公は、ある日お気に入りのオンラインゲームで"ゴルゴ村正"なる人物とともに超難易度のクエストを制覇。
仲良くなり、現実でも仲良くしたいと考えオフ会を開いたところ、主人公のクラス委員である春菜 もえが、"ゴルゴ村正"その人だったことが判明する。
春菜もえは、"ソーシャル・ネットワーキング・倶楽部"を開き、主人公を無理やり部員にし、コミュニケーションを築くためにも活動を開始した。
ただし、その部活は制服禁止という奇妙なルールをもち、みな下着姿で部活動をすることになった。そして、入部希望者もまた、変人ばかりだった。

## 登場人物
春菜 もえ（はるな もえ）
声 - 高藤まりあ
158cm B85/W58/H85 A型
主人公のクラスメートで、主人公のネトゲの友人「ゴルゴ村正」と同一人物。
目立たないクラス委員だったが、実は相当な毒舌家で、口を開けばネットスラングが飛び出すこともある人物。
新城 明奈（しんじょう あきな）
声 - 金田まひる
157cm B85/W58/H87 AB型
大型アイドルユニットIKB96のメンバー全員の情報を覚えるほどのマニアである少女。アイドルの追っかけでありながら、アイドルおたくではなく人間観察者であることを自称し、さらにはほかのアイドルおたくを批判する少女。
七草 愛子（ななくさ あいこ）
声 - 芹園みや
167cm B90/W57/H90 B型
七草流剣術の免許皆伝の資格を持つ少女。かなりの愛国主義者でかつ軟弱者を嫌う一方、外国人と幽霊が嫌いという一面を持つ。気に入らない者を売国奴や糞虫としてののしり、よく木刀を抜く。
過激な自分を変えようと"ソーシャル・ネットワーキング・倶楽部"に入るが、"軟弱者"だらけの部員たちにイラつく日々を送っている。
早乙女 千夏（さおとめ ちなつ）
声 - 平野響子
主人公の後輩。海兵隊の特殊部隊員だった父を持つアメリカからの帰国子女。がさつな口調が特徴で、英語で相手に汚い言葉をぶつけることもある。父への憧れからSIG226やMP5のモデルガンを愛用するほどのミリタリーおたく。
愛子との仲はあまりよくない。
155cm B83/W55/H83 AB型
二宮 すみれ（にのみや すみれ）
声 - 水純なな歩
160cm B88/W60/H93 A型

## 主題歌
- 「ログインw」
  - 工藤マミ

## スタッフ
- 原画 - 三鈴めい
- 音楽 - 水無月くるみ